# Жиличі (Брагінський район)
Жиличі — (біл. вёска Жылічы), село (веска) в складі Брагінського району розташоване в Гомельській області Білорусі. Село підпорядковане Маложинській сільській раді і в ньому мешкає 88 осіб (станом на 2004 рік).
Село Жиличі розташоване на південному сході Білорусі, у південній частині Гомельської області, за 28 кілометрів на південний схід від районного центру Брагіна.

## Галерея

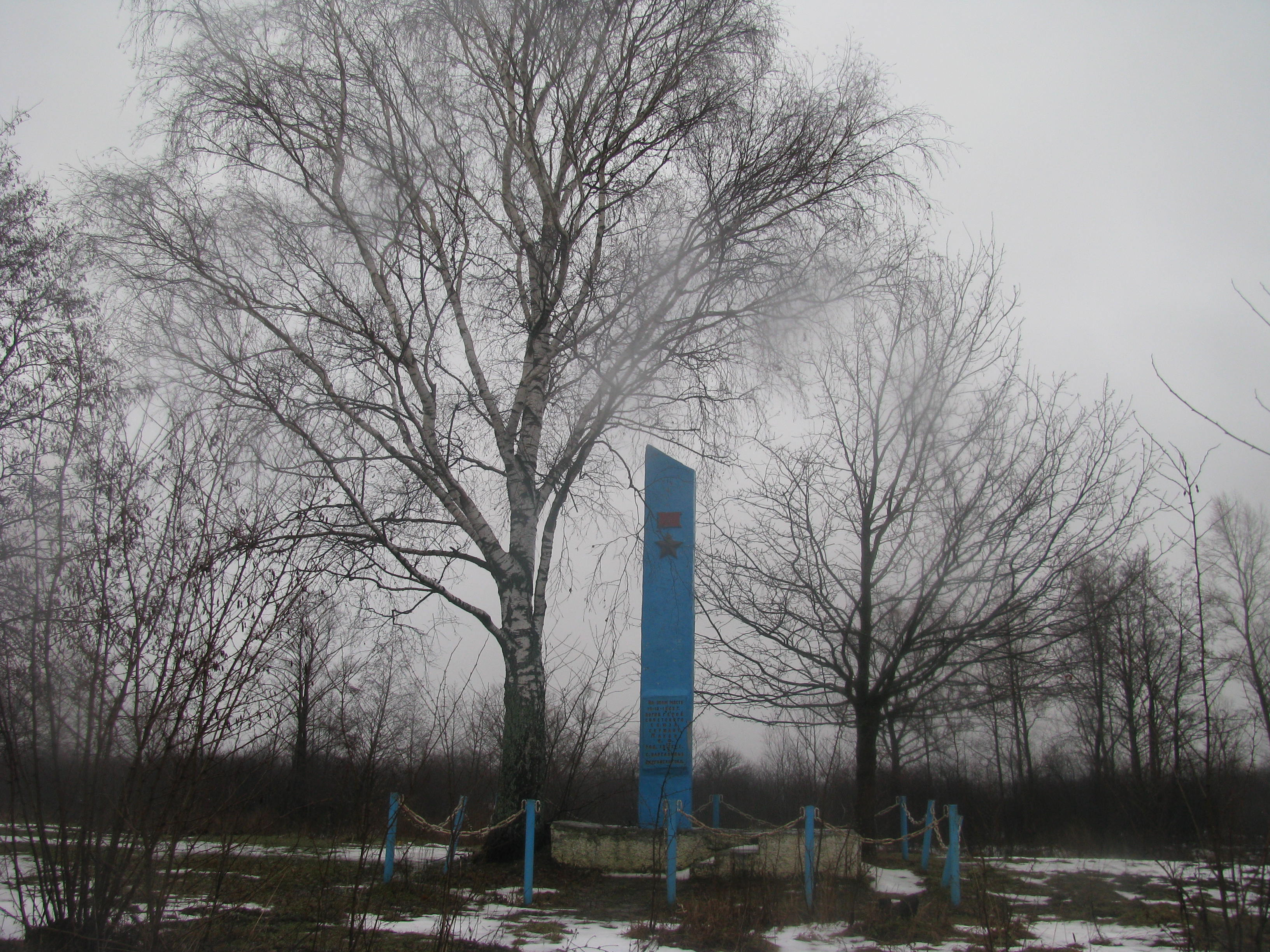
Пам'ятник Герою Радянського Союзу М.Ф. Махову поблизу села